# クイル県
クイル県（クイルけん、フランス語: Département du Kouilou）は、コンゴ共和国の県。県都はロアンゴ。面積は12,516.8平方キロメートル、人口は約10万人（2023年国勢調査速報値）。

## 歴史
1967年にクイル州（地方とも、Région du Kouilou）として設置された。2002年1月20日に県へ改編された。
2003年2月6日にこれまでクイル県の県都であったポワントノワールが分離し、県都を非公式であるがロアンゴへ変更した。また人口にも大きな変化があり、1996年の国勢調査では約53万人で国内の州では最も多かったが、分離後の2007年国勢調査では約9万人にまで減少した。なおポワントノワールは首都ブラザヴィルに次ぐ第2の都市であり、人口はどの県よりも多い。
2011年5月17日、これまで非公式の県都として機能していたロアンゴを正式な県都へ格上げした。またクイル県の面積は12,516.8平方キロメートルであることも合わせて発表された。

## 地理
国土の西端に位置し、西を大西洋に面する。東をニアリ県、南をアンゴラの飛び地でもあるカビンダ州、北をガボンと接する。また大西洋に面したポワントノワール県を取り囲んでいる。クイルの名称は県内を流れるクイル川（ニアリ川）からとられた。

## 隣接行政区画
- ニャンガ州
- ニアリ県
- カビンダ州
- ポワントノワール（ポワントノワール県（フランス語版））

## 下位行政区画
クイル県は6郡（District、地区とも）から成る。
| 地区名               | フランス語名    | 人口 (2007年国勢調査) |
| -------------------- | --------------- | --------------------- |
| ヒンダ郡             | Hinda           | 32,995                |
| カカモエカ郡         | Kakamoéka       | 7,817                 |
| マンディンゴ＝カイ郡 | Madingo Kayes   | 13,290                |
| ムボティ郡           | Mvouti          | 18,094                |
| ンザンビ郡           | Nzambi          | 3,137                 |
| チアンバ＝ンザシ郡   | Tchiamba-Nzassi | 16,622                |